# Landtagswahlkreis Olpe
Der Landtagswahlkreis Olpe ist ein Landtagswahlkreis in Nordrhein-Westfalen, der den Kreis Olpe umfasst und als Hochburg der CDU gilt.

## Landtagswahlen 2022
Wahlberechtigt waren 100.958 Einwohner. Die Wahlbeteiligung lag bei 59,5 %.
| Direktkandidat        | Partei   | Erststimmen in % | Zweitstimmen in % |
| --------------------- | -------- | ---------------- | ----------------- |
| Christin-Marie Stamm  | SPD      | 20,1             | 20,7              |
| Jochen Ritter         | CDU      | 54,1             | 52,6              |
| Gregor Kaiser         | GRÜNE    | 11,6             | 10,2              |
| Colin Stamm           | FDP      | 4,3              | 5,5               |
| Thomas Bock           | LINKE    | 1,3              | 1,1               |
| Ursula Regine Stephan | AfD      | 5,1              | 5,2               |
| -                     | Sonstige | 3,5              | 4,8               |

Seit 2017 wird der Wahlkreis durch den Direktkandidaten Jochen Ritter (CDU) im Landtag vertreten.

## Landtagswahlen 2017
Wahlberechtigt waren 102.799 Einwohner. Die Wahlbeteiligung lag bei 66,5 %.
| Direktkandidat       | Partei   | Erststimmen in % | Zweitstimmen in % |
| -------------------- | -------- | ---------------- | ----------------- |
| Wolfgang Langenohl   | SPD      | 24,5             | 23,8              |
| Jochen Ritter        | CDU      | 54,7             | 49,4              |
| Gregor Kaiser        | GRÜNE    | 4,2              | 3,3               |
| Joachim Hoffmann     | FDP      | 8,1              | 12,5              |
| Willi Hempelmann     | Piraten  | 1,3              | 0,7               |
| Ralf Bernhard Knocke | LINKE    | 2,4              | 2,4               |
| Jörg Feller          | AfD      | 4,2              | 5,3               |
| -                    | Sonstige | -                | 2,6 %             |

Der traditionell konservativ wählende Wahlkreis wird im Landtag durch den erstmals gewählten Wahlkreisabgeordneten Jochen Ritter (CDU) vertreten, der dem langjährigen Abgeordneten Theodor Kruse nachfolgt, der dem Parlament 22 Jahre angehörte.

## Landtagswahlen 2012
Wahlberechtigt waren 104.327 Einwohner.
| Direktkandidat    | Partei   | Erststimmen in % | Zweitstimmen in % |
| ----------------- | -------- | ---------------- | ----------------- |
| Theodor Kruse     | CDU      | 50,2             | 43,0              |
| Reinhard Jung     | SPD      | 30,4             | 30,9              |
| Fred Josef Hansen | GRÜNE    | 6,5              | 6,7               |
| Joachim Hoffmann  | FDP      | 4,3              | 7,7               |
| Tanja Losse       | LINKE    | 1,8              | 1,6               |
| Willi Hempelmann  | Piraten  | 6,8              | 6,6               |
| -                 | Sonstige | -                | 3,5 %             |

## Landtagswahl 2010
Wahlberechtigt waren 104.676 Einwohner.
| Direktkandidat    | Partei    | Erststimmen in % | Zweitstimmen in % |
| ----------------- | --------- | ---------------- | ----------------- |
| Theodor Kruse     | CDU       | 56,3 %           | 51,1 %            |
| Reinhard Jung     | SPD       | 27,9 %           | 25,6 %            |
| Fred Josef Hansen | GRÜNE     | 7,2 %            | 7,4 %             |
| Werner Neitzel    | FDP       | 4,4 %            | 6,8 %             |
| Susanne Schmitt   | Die Linke | 4,3 %            | 3,8 %             |
| -                 | Sonstige  | -                | 5,3 %             |

## Landtagswahl 2005
Wahlberechtigt waren 103.820 Einwohner.
| Direktkandidat     | Partei | Stimmen in % |
| ------------------ | ------ | ------------ |
| Reinhard Jung      | SPD    | 24,2         |
| Theodor Kruse      | CDU    | 64,0         |
| Nicole Hilchenbach | FDP    | 5,0          |
| Gerhard Sauer      | GRÜNE  | 3,0          |
| Ludger Becker      | REP    | 1,0          |
| Ralf Kesper        | PDS    | 0,5          |
| Marco Hauptmann    | NPD    | 0,7          |
| Jürgen Herr        | ödp    | 0,2          |
| Roland Fleing      | WASG   | 1,4          |

Theodor Kruse wurde damit direkt in den Landtag gewählt, Reinhard Jung zog über die Liste ein.

## Landtagswahl 2000
Wahlberechtigt waren 101.236 Einwohner. Damals trug der Wahlkreis noch die Nummer 147.
| Direktkandidat    | Partei      | Stimmen in % |
| ----------------- | ----------- | ------------ |
| Gisela Lehwald    | SPD         | 31,1         |
| Theodor Kruse     | CDU         | 56,6         |
| Fred Josef Hansen | GRÜNE       | 3,5          |
| Martin Schulte    | FDP         | 7,2          |
| Maria Stüken      | NATURGESETZ | 0,4          |
| Erwin Hartmann    | FAMILIE     | 0,6          |
| Sascha Hoke       | PDS         | 0,6          |

## Wahlkreissieger
| Jahr | Wahlkreisname | Direktmandat      |
| ---- | ------------- | ----------------- |
| 1947 | 127 Olpe      | Josef Schrage     |
| 1950 | 127 Olpe      | Josef Schrage     |
| 1954 | 127 Olpe      | Josef Hennemann   |
| 1958 | 127 Olpe      | Josef Hennemann   |
| 1962 | 127 Olpe      | Josef Hennemann   |
| 1966 | 130 Olpe      | Josef Hennemann   |
| 1970 | 130 Olpe      | Helmut Kumpf      |
| 1975 | 130 Olpe      | Elsbeth Rickers   |
| 1980 | 147 Olpe      | Hartmut Schauerte |
| 1985 | 147 Olpe      | Hartmut Schauerte |
| 1990 | 147 Olpe      | Hartmut Schauerte |
| 1995 | 147 Olpe      | Theodor Kruse     |
| 2000 | 147 Olpe      | Theodor Kruse     |
| 2005 | 128 Olpe      | Theodor Kruse     |
| 2010 | 128 Olpe      | Theodor Kruse     |
| 2012 | 128 Olpe      | Theodor Kruse     |
| 2017 | 128 Olpe      | Jochen Ritter     |
| 2022 | 128 Olpe      | Jochen Ritter     |